# Communauté de communes du Laonnois
Die Communauté de communes du Laonnois ist ein ehemaliger französischer Gemeindeverband (Communauté de communes) im Département Aisne der Region Picardie. Er wurde am 31. Dezember 1992 gegründet.

## Ehemalige Mitgliedsgemeinden
- Arrancy
- Athies-sous-Laon
- Aulnois-sous-Laon
- Besny-et-Loizy
- Bièvres
- Bruyères-et-Montbérault
- Bucy-lès-Cerny
- Cerny-en-Laonnois
- Cerny-lès-Bucy
- Cessières
- Chambry
- Chamouille
- Chivy-lès-Étouvelles
- Clacy-et-Thierret
- Colligis-Crandelain
- Crépy
- Eppes
- Étouvelles
- Festieux
- Laniscourt
- Laon
- Laval-en-Laonnois
- Lierval
- Martigny-Courpierre
- Molinchart *Mons-en-Laonnois
- Montchâlons
- Monthenault
- Nouvion-le-Vineux
- Orgeval
- Parfondru
- Presles-et-Thierny
- Samoussy
- Vaucelles-et-Beffecourt
- Veslud
- Vivaise
- Vorges